# Скруп, Эмануэль, 1-й граф Сандерленд
Эмануэ́ль Скру́п, 1-й граф Са́ндерленд (англ. Emanuel Scrope, 1st Earl of Sunderland; 1 августа 1584 — 30 мая 1630) — английский аристократ и государственный деятель. Скруп носил титулы барона Скруп из Болтона (1609—1630) и графа Сандерленд (1627—1630).

## Биография
Эмануэль Скруп был единственным ребёнком в семье Томаса Скрупа, 10-го барона Скруп из Болтона и его супруги  Филадельфии Кэри, дочери Генри Кэри, 1-го барона Хансдона и Энн Морган. Получил образование в Куинз-колледже, одном из колледжей Оксфордского университета. 
В 1609 году после смерти отца Эмануэль унаследовал титул барона Скруп из Болтона. Скруп занимал также и должности лорд-лейтенанта Йоркшира (1619—1628) и президента Совета Севера (1619—1628).
19 июня 1627 года Скруп получил созданный для него титул графа Сандерленд.
Скончался 30 мая 1630 года в возрасте 45 лет, после его смерти его титулы угасли, но поместья были разделены между внебрачными детьми.

## Семья
В 1609 году женился на леди Элизабет Меннерс, дочери Джона Меннерса, 4-й графа Ратленд. Супруги имели четверых детей, которые умерли в детстве. 
От служанки Марты Джайнс имел четверых детей: сына Джона и дочерей Мэри, Элизабет и Анабеллу, которые вышли замуж за представителей аристократических семей.